# Kanelbukig saltator
Kanelbukig saltator (Saltator grandis) är en fågelart i familjen tangaror inom ordningen tättingar. Den förekommer i Centralamerika. Fågeln behandlades fram tills nyligen som en del av Saltator coerulescens men urskiljs numera som egen art. 

## Utseende och läte
Saltatorer är stora, långstjärtade och långbenta tangaror med kraftiga, finkliknande näbbar där övre näbbhalvan karakteristiskt är något böjd. 
Kanelbukig saltator skiljs från andra arter i Centralamerika på gråaktig ovansida, ej guldgrön, tydligare vitt ögonbrynsstreck och ostreckat bröst. Ungfågeln är något annorlunda, med gulaktig anstrykning i ansiktet och på ovansidan. Sången är behaglig med långa böjda visslingar.

## Utbredning och systematik
Fågeln förekommer i Centralamerika och delas in i sex underarter med följande utbredning:
- Saltator grandis vigorsii – västra Mexiko (södra Sonora, Sinaloa, västra Durango, Nayarit och norra kustnära Jalisco)
- Saltator grandis grandis – östra Mexiko (från södra Tamaulipas och östra San Luis Potosí) söderut utmed sluttningen mot Karibien (förutom Yucatánhalvön) till norra Guatemala, Belize, Honduras, Nicaragua, Costa Rica och västra Panama
- Saltator grandis plumbiceps – västra Mexiko från kustnära Jalisco till västra Oaxaca
- Saltator grandis yucatanensis – Yucatánhalvön (utom allra sydligaste Quintana Roo) och södra Mexiko (östra Tabasco och nordöstra Chiapas)
- Saltator grandis hesperis – Stillahavssluttningen från södra Mexiko (östra Oaxaca och Chiapas) samt centrala och södra Guatemala söderut till västra Nicaragua
- Saltator grandis brevicaudus – kring Gulf of Nicoya i Costa Rica

### Artstatus
Fågeln betraktades tidigare som en del av Saltator coerulescens, men urskiljs allt oftare som egen art.

### Familjetillhörighet
Tidigare placerades Saltator i familjen kardinaler. DNA-studier visar dock att de tillhör tangarorna.

## Levnadssätt
Kanelbukig saltator är en ganska vanlig men ofta tillbakadragen fågel i tropiska låglänta områden, i både torrare och mer fuktiga områden. Den föredrar skogsbryn, buskskog, häckar och snåriga områden, framför allt med tillgång på blomman för dagen, vars blommor den tystlåtet gärna förtär.

## Status
Arten har ett stort utbredningsområde och beståndet anses stabilt. Internationella naturvårdsunionen IUCN listar den därför som livskraftig (LC).